# Aspalathus globosa
Aspalathus globosa är en ärtväxtart som beskrevs av Henry Charles Andrews. Aspalathus globosa ingår i släktet Aspalathus och familjen ärtväxter. Inga underarter finns listade i Catalogue of Life.